# Hjörtur Hermannsson
Hjörtur Hermannsson (* 8. Februar 1995 in Reykjavík) ist ein isländischer Fußballnationalspieler. Der Innenverteidiger spielt seit 2016 für die Isländische Fußballnationalmannschaft. Er war der jüngste Spieler im isländischen Kader für die EM 2016. Auf Vereinsebene spielte er in Island für Fylkir Reykjavík und wechselte dann in die Niederlande zur PSV Eindhoven, wo er aber nur in der Juniorenmannschaft zum Einsatz kam. 2016 spielte er zunächst auf Leihbasis in der Fotbollsallsvenskan für IFK Göteborg und wechselte im Juli zum dänischen Spitzenverein Brøndby IF. Nach fünf Spielzeiten in Dänemark wechselte er zum italienischen Zweitligisten AC Pisa. Seit 2025 spielt er in Griechenland für Volos NFC.

## Karriere

### Verein
Hjörtur bestritt am 6. Juli 2011 mit 16 Jahren sein erstes Ligaspiel für Fylkir Reykjavík und brachte es in der Saison auf neun Ligaspiele. 2012 waren es drei Spiele zu Beginn der Saison, dann wechselte er in die Niederlande zur PSV Eindhoven, spielte dort aber zunächst nur in der Reservemannschaft „Jong PSV“ in der zweiten Liga.
Zur Saison 2016 wechselte er auf Leihbasis zum schwedischen Verein IFK Göteborg. Nachdem er zu Saisonbeginn wegen einer Hüftverletzung ausgefallen war, kam er am 2. Mai zu seinem ersten Einsatz in der ersten schwedischen Liga und war von da an Stammspieler in der Innenverteidigung. Im Juli 2016 folgte der Wechsel nach Dänemark zu Brøndby IF, wo er in der Saison 2017/18 den Pokal gewann. Mit den Dänen nahm er auch jeweils an der Qualifikation zur UEFA Europa League teil. 2016 scheiterten sie in den Play-offs an Panathinaikos Athen, 2017 in der 3. Qualifikationsrunde an Hajduk Split, 2018 in den Play-offs an KRC Genk und 2019 in der 3. Qualifikationsrunde an Sporting Braga. Nach dem Gewinn der dänischen Meisterschaft 2020/21 wechselte er nach Italien zum Zweitligisten AC Pisa.

### Nationalmannschaft
2010 nahm er zunächst mit der U-17 an der nordischen U-17-Meisterschaft und dann an der ersten Qualifikationsrunde der U-17-Fußball-Europameisterschaft 2011 teil, die Island überstand, scheiterte aber in der Eliterunde. Die darauffolgende nordische U-17-Meisterschaft gewann Island und überstand die erste Qualifikationsrunde der U-17-Fußball-Europameisterschaft 2012. 2012 siegte die Mannschaft in der Eliterunde und qualifizierte sich für die Endrunde. Darin gewann sie nur einen Punkt gegen Frankreich.
Bereits 2011 hatte er mit der U-19-Mannschaft an der ersten Qualifikationsrunde der U-19-Fußball-Europameisterschaft 2012 teilgenommen, dort aber als Gruppenletzte gescheitert. 2012 wurden sie dann immerhin schon Gruppendritter und 2013 überstand er mit der U-19 die erste Runde als Gruppenzweiter. An der 2014 ausgetragenen Eliterunde, bei der die isländischen Junioren scheiterten, nahm er dann nicht mehr teil.
2013 und 2014 nahm er mit der U-21-Mannschaft an der Qualifikation für die U-21-Fußball-Europameisterschaft 2015, scheiterte aber in den Play-offs aufgrund der Auswärtstorregel an Dänemark. 2015 und 2016 nahm er mit der U-21 noch an der Qualifikation für die U-21-Fußball-Europameisterschaft 2017 teil.
Im Herbst 2015 wurde Hjörtur erstmals zu Länderspielen der A-Nationalmannschaft eingeladen, wurde aber noch nicht eingesetzt. Am 31. Januar 2016 feierte Hjörtur im Freundschaftsspiel gegen die USA sein Debüt in der Nationalmannschaft, als er zur zweiten Halbzeit eingewechselt wurde. Bei den beiden Spielen im März kam er nur beim Spiel gegen Griechenland zum Einsatz und spielte über 90 Minuten, da er zunächst noch für die U-21-Mannschaft ein Qualifikationsspiel bestritt. Am 12. Mai 2016 wurde er von Trainer Lars Lagerbäck als jüngster Spieler in den Kader für die EM 2016 berufen, der Islands Männer erstmals bei einer EM-Endrunde vertrat. Im Kader war er der Spieler mit den wenigsten Länderspielen. Er wurde wie drei weitere Feldspieler beim Turnier nicht eingesetzt.
In der nach der EM begonnenen Qualifikation für die WM 2018 und der UEFA Nations League 2018/19 wurde er für einige Spiele nominiert, aber nicht eingesetzt. Lediglich in Freundschaftsspielen kam er zum Einsatz und erzielte am 11. Januar 2018 beim 6:0 gegen Indonesien sein erstes Länderspieltor. Erst gegen Ende der Qualifikation für die Fußball-Europameisterschaft 2020 hatte er wieder Pflichtspieleinsätze und wurde in vier Spielen jeweils für 90 Minuten eingesetzt. Als Gruppendritte hinter Weltmeister Frankreich und der Türkei verpassten die Isländer die direkte Qualifikation. Da sich die Gruppengegner in der Nations-League-Gruppe aber direkt für die EM-Endrunde qualifizierten, hatten die Isländer noch die Chance sich über die Play-offs im März 2020 zu qualifizieren, konnten diese Möglichkeit aber nicht nutzen.
In der ebenfalls erfolglosen Qualifikation für die WM 2022 hatte er vier Einsätze.

## Erfolge
- Nordischer U-17-Meister 2012
- Niederländischer Youth Cup U19-Sieger 2012/13
- Niederländischer Meister 2014/15 (ohne Einsatz)
- Dänischer Pokalsieger 2017/18 mit Brøndby IF
- Dänischer Meister 2020/21 mit Brøndby IF